# Pseudorontium
Pseudorontium es un género con una sola especie, Pseudorontium cyathiferum de plantas de flores perteneciente a la familia Scrophulariaceae. 
- Datos: Q9063998
- Especies: Pseudorontium